# Vicente Guerrero (Cananea)
Vicente Guerrero es un ejido del municipio de Cananea ubicado en el norte del estado mexicano de Sonora, en la zona de la Sierra Madre Occidental. El ejido es la quinta localidad más habitada del municipio ya que según los datos del Censo de Población y Vivienda realizado en 2020 por el Instituto Nacional de Estadística y Geografía (INEGI), Vicente Guerrero tiene un total de 193 habitantes.
El ejido se fundó el 3 de febrero de 1959 y su creación se publicó al siguiente día en el Diario Oficial de la Federación, dándole una superficie de 17,287 hectáreas destinado para la ganadería beneficiando a 57 pobladores.

## Geografía
Vicente Guerrero se sitúa en las coordenadas geográficas 30°58'49" de latitud norte y 110°28'19" de longitud oeste del meridiano de Greenwich, a una elevación de 1333 metros sobre el nivel del mar.